# Stortjärnen (Skellefteå socken, Västerbotten, 719502-175961)
Stortjärnen är en sjö i Skellefteå kommun i Västerbotten och ingår i Kågeälven-Skellefteälvens kustområde. Sjön har en area på 0,0455 kvadratkilometer och ligger 26 meter över havet.

## Delavrinningsområde
Stortjärnen ingår i det delavrinningsområde (719635-175674) som SMHI kallar för Rinner mot S m Bottenvikens kustvatten. Medelhöjden är 34 meter över havet och ytan är 13,32 kvadratkilometer. Det finns inga avrinningsområden uppströms utan avrinningsområdet är högsta punkten. Avrinningsområdets utflöde mynnar i havet, utan att ha någon enskild mynningsplats. Avrinningsområdet består mestadels av skog (83 procent). Avrinningsområdet har 0,05 kvadratkilometer vattenytor vilket ger det en sjöprocent på 0,3 procent.